# 박혁권
박혁권(朴赫權, 1971년 7월 11일 - )은 대한민국의 배우이다.

## 학력
- 서울예술대학 연극학과 졸업

## 출연작

### 드라마
- 2004년 SBS 주간시트콤 《혼자가 아니야》 ... 퇴마사 역 (1회 특별출연)
- 2007년 MBC 미니시리즈 《하얀거탑》 ... 홍상일 역
- 2007년 MBC 미니시리즈 《개와 늑대의 시간》 ... 국정원 요원 역
- 2008년 KBS2 단막극 《드라마시티 - 아버지의 이름으로》 ... 재현 역
- 2008년 SBS 미니시리즈 《바람의 화원》 ... 이인문 역
- 2009년 MBC 미니시리즈 《돌아온 일지매》
- 2011년 KBS2 미니시리즈 《드림하이》 ... 혜미 부, 고병직 역
- 2011년 MBC 미니시리즈 《마이 프린세스》 ... 이한 역
- 2011년 MBC 아침드라마 《당신 참 예쁘다》
- 2011년 SBS 미니시리즈 《뿌리깊은 나무》 ... 정인지 역
- 2012년 MBC every1 주간시트콤 《할 수 있는 자가 구하라》 ... 전영록 역
- 2012년 JTBC 미니시리즈 《아내의 자격》 ... 조현태 역
- 2012년 KBS2 단막극 《KBS 드라마 스페셜 - 스틸사진》 ... 주성태 역
- 2012년 SBS 아침드라마 《너라서 좋아》 ... 천명환 역
- 2012년 MBC 특별기획드라마 《마의》... 백석구 역
- 2013년 JTBC 일일드라마 《궁중잔혹사 꽃들의 전쟁》... 홍능 역
- 2013년 JTBC 주말특별기획드라마 《세계의 끝》 ... 김희상 역
- 2013년 MBC 단막극 《드라마 페스티벌 - 햇빛 노인정의 기막힌 장례식》
- 2013년 네이버TV 웹드라마 《출출한 여자》 ... 제갈재영의 구남친 역 (특별출연)
- 2014년 SBS 수목드라마 《쓰리 데이즈》 ... 구자광 역
- 2014년 JTBC 월화드라마 《밀회》 ... 강준형 역
- 2014년 KBS2 미니시리즈 《트로트의 연인》 ... 왕상무 역
- 2014년 다음tv팟 웹드라마 《썸남썸녀》 ...최면전문가역
- 2014년 tvN 금토드라마 《아홉수 소년》 ... 출장보살 역
- 2014년 SBS 월화드라마 《펀치》 ... 조강재 역
- 2015년 KBS2 수목드라마 《착하지 않은 여자들》 ... 정구민 역
- 2015년 KBS2 금토드라마 《프로듀사》 ... 김태호 역
- 2015년 JTBC 금토드라마 《라스트》 ... 박민수 역
- 2015년 SBS 월화대기획 《육룡이 나르샤》 ... 길태미 / 길선미 역
- 2015년 JTBC 특별기획 《송곳》 ... 환불 고객 역 (특별출연)
- 2017년 SBS 초감성 미니드라마 《초인가족 2017》 ... 나천일 역
- 2017년 네이버TV 웹드라마 《아이돌 권한대행》 ... 군수 역
- 2017년 KBS2 금토드라마 《최고의 한방》 ... 박 PD 역 (특별출연)
- 2018년 JTBC 금토드라마 《밥 잘 사주는 예쁜 누나》 ... 남호균 역
- 2018년 SBS 월화드라마 《여우각시별》 ... 미스터 장 역
- 2019년 SBS 금토드라마 《녹두꽃》 ... 백가 역
- 2020년 Netflix 오리지널 드라마 《인간수업》 ... 진우 역
- 2021년 tvN 월화드라마 《루카：더 비기닝》 ... 김철수 역
- 2021년 JTBC 월화드라마 《아이를 찾습니다》 ... 조윤석 역
- 2021년 JTBC 수목드라마 《로스쿨》 ... 진형우 역
- 2021년 tvN 토일드라마 《마인:MINE》 ... 한진호 역
- 2022년 JTBC 금토일드라마 《재벌집 막내아들》 ... 오세현 역
- 2023년 JTBC 토일드라마 《힙하게》 … 박종배 역
- 2024년 MBC 금토드라마 《원더풀 월드》 ... 김준 역
- 2024년 Netflix 오리지널 드라마 《종말의 바보》 … 정수근 역
- 2024년 Disney+ 오리지널 드라마 《삼식이 삼촌》 … 최민규 역
- 2024년 Disney+ 오리지널 드라마 《조명가게》 … 승원 역
- 2025년 JTBC 토일드라마 《협상의 기술》 … 고병수 역

### 영화
- 2001년 영화 《데자뷰》 ... 현 역
- 2004년 영화 《귀여워》 ... 노숙자 3 역
- 2004년 영화 《시실리 2km》 ... 땡중 역
- 2004년 영화 《웃어라 토끼!》 ... 성호 역
- 2004년 영화 《시린 귀를 감싸며》 ... 선배 역
- 2005년 영화 《오로라 공주》 ... 기동대장 역
- 2005년 영화 《미스터 주부퀴즈왕》 ... 진수 역
- 2005년 영화 《이렇게는 계속 할 수 없어요》
- 2005년 영화 《나의 지구를 지켜라》
- 2006년 영화 《야수》 ... 동료 형사 역
- 2006년 영화 《음란서생》 ... 오 나장 역
- 2006년 영화 《국경의 남쪽》 ... 연화 담당형사 역
- 2006년 영화 《내 청춘에게 고함》 ... 경찰 역
- 2007년 영화 《우리에게 내일은 없다》 ... 종대 부, 영수 역
- 2007년 영화 《수》 ... 장 형사 역
- 2007년 영화 《바람 피기 좋은 날》 ... 작은 새 남편 역
- 2007년 영화 《쌍둥이들》 ... 봉남 역
- 2007년 영화 《은하해방전선》 ... 박혁권 역
- 2008년 영화 《무방비도시》 ... 김선철 역
- 2008년 영화 《걸스카우트》 ... 범석 역
- 2008년 영화 《서양골동양과자점 앤티크》 ... 게이클럽맨 역
- 2009년 영화 《그녀들의 방》 ... 이재우 역
- 2009년 영화 《어떤 개인 날》 ... 혁권 역
- 2009년 영화 《차우》 ... 신 형사 역
- 2009년 영화 《반두비》 ... 기홍 역
- 2009년 영화 《우유와 자장면》 ... 배초림 역
- 2009년 영화 《계몽영화》 ... 김성호 역
- 2010년 영화 《이웃집 남자》 ... 경호 역 (우정출연)
- 2010년 영화 《의형제》 ... 고경남 역
- 2010년 영화 《이층의 악당》 ... 조 과장 역 (특별출연)
- 2010년 영화 《할 수 있는 자가 구하라》 ... 박혁권 역
- 2010년 영화 《가족 계획》 ... 아빠 역
- 2011년 영화 《도약선생》 ... 전영록 역
- 2011년 영화 《시선 너머》 ... 혁권 역
- 2011년 영화 《혜화,동》 ... 정헌 역
- 2011년 영화 《세상에서 가장 아름다운 이별》 ... 연수 연인 역
- 2011년 영화 《의뢰인》 ... 서 경사 역
- 2011년 영화 《기타가 웃는다》 ... 김우진 역
- 2012년 영화 《R2B: 리턴투베이스》 ... 철민 역 (우정출연)
- 2012년 영화 《26년》 ... 강 검사 역 (특별출연)
- 2013년 영화 《사이코메트리》 ... 기우 역
- 2013년 영화 《소설, 영화와 만나다》 ... 정수 역
- 2014년 영화 《또 하나의 약속》 ... 박정혁 역
- 2014년 영화 《인간중독》 ... 최중령 역
- 2014년 영화 《야간비행》 ... 덩치 역
- 2015년 영화 《스물》 ... 영화 감독 역 (우정출연)
- 2015년 영화 《오늘영화》
- 2016년 영화 《특별수사: 사형수의 편지》 ... 용수 역
- 2016년 영화 《터널》 ... 정부 관료 역
- 2016년 영화 《나홀로 휴가》 ... 강재 역
- 2016년 영화 《순애》
- 2017년 영화 《아빠는 딸》 ... 정병진 역
- 2017년 영화 《특별시민》 ... 계봉식 역 (특별출연)
- 2017년 영화 《길》 ... 중년기사 역
- 2017년 영화 《택시운전사》 ... 최 기자 역 (첫 천만영화)
- 2017년 영화 《장산범》 ... 민호 역
- 2018년 영화 《더 펜션》 ... 남편 역
- 2018년 영화 《출국》 ... 김길중 참사 역
- 2020년 영화 《해치지않아》 ... 황진혁 대표 역
- 2020년 영화 《미스터 주: 사라진 VIP》 ... 백훈 박사 역
- 2020년 영화 《기도하는 남자》 ... 김태욱 역
- 2022년 영화 《봄날》 (2022년) - 종성 역
- 2022년 영화 《뒤틀린 집》 (2022년) - 김구주 역
- 2023년 영화 《비공식작전》 - 박형석 과장 역
- 2023년 영화 《용감한 시민》 - 소영택 역

### 연극·뮤지컬
- 연극 《지하철 1호선》
- 연극 《체크메이트》
- 뮤지컬 《불 카르멘》
- 연극 《서울노트》

## 수상 및 후보
| 연도 | 시상식                  | 부문                                  | 작품                   | 결과 |
| ---- | ----------------------- | ------------------------------------- | ---------------------- | ---- |
| 2007 | 제6회 미쟝센 단편영화제 | 심사위원 특별상 연기부문              | 쌍둥이들               | 수상 |
| 2010 | 제15회 부산국제영화제   | 한국영화의 오늘-비전부문 남자연기상   | 할 수 있는 자가 구하라 | 수상 |
| 2015 | SBS 연기대상            | 장편드라마부문 남자 특별연기상        | 육룡이 나르샤          | 수상 |
| 2015 | KBS 연기대상            | 중편드라마부문 남자 우수연기상        | 착하지 않은 여자들     | 후보 |
| 2017 | 제1회 더 서울어워즈     | 영화부문 남우조연상                   | 장산범                 | 후보 |
| 2017 | SBS 연기대상            | 일일&주말드라마부문 남자 최우수연기상 | 초인가족 2017          | 후보 |
| 2021 | 제8회 들꽃영화상        | 남우주연상                            | 기도하는 남자          | 후보 |
| 2021 | 서울드라마어워즈        | 남자연기자상                          | 아이를 찾습니다        | 수상 |